# (495613) 2015 FG345
(495613) 2015 FG345 est un objet transneptunien faisant partie des cubewanos, de magnitude absolue 5,35.
Son diamètre est estimé à environ 420 km.